# کیم جین-وو (موسیقی‌دان)
کیم جین وو (کره‌ای: 김진우؛ زادهٔ ۲۶ سپتامبر ۱۹۹۱) که بیشتر با نام هنری جین‌وو یا جینو شناخته می‌شود، خواننده، بازیگر و عضو گروه پسرانهٔ کره جنوبی، وینر است که در سال ۲۰۱۳ توسط وای‌جی انترتینمنت از طریق برنامهٔ شبکهٔ ام‌نت، WIN: Who Is Next تشکیل شد.